# Terminal Rodoviário de Três Lagoas
O Terminal Rodoviário de Três Lagoas - Afonso Rodrigues Sandovete, localizado na cidade de Três Lagoas, no estado brasileiro de Mato Grosso do Sul, é uma estação rodoviária municipal. A rodoviária foi inaugurada em 1978 pelo então prefeito Ramez Tebet, sendo reformada em 1989. Desde 2002 é administrada pela APAE, que frequentemente faz melhorias no terminal. Em 2005 passa por sua última reforma, que custou cerca de 30 mil reais. Atualmente o complexo é atendido por 5 empresas de transporte intermunicipal, interestadual e internacional.
Através do referido terminal, o usuário pode comprar passagens escolhendo os diversos horários com itinerários de saídas constantes. Além disso, oferece grande número de empresas que atendem rotas para cidades que não têm aeroportos. O terminal se situa a cerca de 1 km de uma das lagoas que nomeiam a cidade de Três Lagoas (a Segunda Lagoa). Está situado no Centro de Três Lagoas e ao lado de um presídio.

## Generalidades
Com 8 plataformas, o terminal atende bem a demanda da cidade, que tem cerca de 115 mil habitantes. 
O terminal possui 5 empresas operando que fazem a conexão de Três Lagoas com várias cidades do estado, da região e do resto do país. 
Registra também um bom fluxo de passageiros para outras cidades, especialmente em datas comemorativas e férias escolares. Em Mato Grosso do Sul, o terminal rodoviário de Três Lagoas atende a milhares de passageiros, com uma variedade de empresas de transporte que mantém operações no terminal, o que é uma alternativa ao aeroporto da cidade. Além disso, o terminal fica em um ponto estratégico da cidade, com fácil acesso para os principais pontos turísticos e para as grandes avenidas da área, facilitando a mobilidade para quem chega ao município. O terminal dispõe de serviços tais como achados e perdidos, restaurante/lanchonete, terminal de táxi, estacionamento, posto telefônico, acessos para deficientes físicos e ponto de ônibus. 

## Itinerários
São várias as empresas de transporte atuantes no terminal que fazem a conexão da cidade com várias cidades do estado, da região e do resto do país. Entre as principais empresas do segmento com itinerários na rodoviária, a Viação São Luiz ganha destaque. A empresa disponibiliza rotas de Três Lagoas até a capital do MS, oferecendo vários horários para o referido destino.  Também com variados itinerários, a Viação Motta aparece em evidência entre os passageiros, principalmente por causa da moderna frota de veículos da empresa, que oferece o máximo conforto nas longas viagens. A empresa disponibiliza todas as informações sobre sua frota e seus horários, com partida das principais rodoviárias da região. . Outras empresas que atendem no terminal são a Gontijo, Princesa dos Campos, Reunidas Paulista

### Destinos
- Mato Grosso do Sul
  - Agua Clara, Anaurilândia, Aparecida do Taboado, Bataguassu, Batayporã, Brasilândia, Campo Grande, Cassilândia, Chapadão do Sul, Costa Rica, Deodapolis, Dourados, Fatima do Sul, Glória de Dourados, Ivinhema, Nova Alvorada do Sul, Nova Andradina, Paraíso das Águas, Ponta Porã, Ribas do Rio Pardo, Selviria, Taquarussu, Vicentina
- Centro-Oeste
  -  Distrito Federal
    - Brasília, Taguatinga

  -  Goiás
    - Caçu, Goiânia, Itajá, Itaruma, Itumbiara, Jataí, Mineiros, Morrinhos

  -  Mato Grosso
    - Alto Araguaia, Alto Garças, Alto Taquari, Caceres, Cuiabá, Dom Aquino, Jaciara, Pedra Preta, Rondonópolis
- Sudeste
  -  Minas Gerais
    - Araguari, Araxá, Belo Horizonte, Bom Despacho, Centralina, Frutal, Luz, Pouso Alto, Prata, Recreio, Uberaba, Uberlândia

  -  São Paulo
    - Adamantina, Andradina, Araçatuba, Barretos, Bauru, Birigui, Casa Branca, Castilho, Dois Córregos, Dracena, Guararapes, Ilha Solteira, José Bonifacio, Junqueirópolis, Lins, Lucélia, Mirandópolis, Osvaldo Cruz, Pacaembu, Penápolis, Presidente Epitácio, São José do Rio Preto, São Paulo, Tupi Paulista, Valparaíso
- Sul
  -  Paraná
    - Cascavel, Londrina, Maringá
- Exterior
  -  Bolívia
    - Puerto Suárez, Santa Cruz de La Sierra